# Leptochilus wallii
Leptochilus wallii är en stensöteväxtart som först beskrevs av Bak., och fick sitt nu gällande namn av Carl Frederik Albert Christensen. Leptochilus wallii ingår i släktet Leptochilus och familjen Polypodiaceae. Inga underarter finns listade.